# René Gude
René Gude (Soerabaja, 2 maart 1957 – Amsterdam, 13 maart 2015) was een Nederlandse docent filosofie van de Internationale School voor Wijsbegeerte en een publiek intellectueel die zich regelmatig mengde in maatschappelijke discussies. De nadruk in zijn werk lag op de popularisering van de filosofie. In 2014 werd hij Ridder in de Orde van Oranje-Nassau.

## Levensloop
Gude studeerde sociale geografie (kandidaatsexamen) en filosofie (doctoraalexamen) in Amsterdam en Utrecht. Tot 2001 was hij hoofdredacteur en uitgever van Filosofie Magazine. Daarna was hij van 2002 tot mei 2013 directeur van de Internationale School voor Wijsbegeerte in Leusden.
Hij schreef meerdere boeken over ethiek en filosofie en verzorgde cursussen filosofie en organisatiefilosofie, met name op het gebied van integriteit. Hij publiceerde regelmatig in dagblad Trouw, waar hij deel uitmaakte van het Filosofisch Elftal. Ook in NRC Handelsblad, Vrij Nederland, De Groene Amsterdammer en De Standaard verschenen zijn artikelen.
Als hoofdredacteur van Filosofie Magazine ijverde Gude voor de invoering van filosofie als examenvak in het voortgezet onderwijs.

## Gedachtegoed
Gude was een democratisch ingestelde, maatschappelijk bewogen denker die zich inzette voor de popularisering van de filosofie. In zijn eigen werken greep hij regelmatig terug op de Grieken; hij behandelde onderwerpen door ze in te delen in de klassiek-Griekse driedeling: fysica, logica en ethica. Hij was een pleitbezorger van het optimisme en streed tegen doorgeslagen scepticisme. Onder optimisme verstond hij niet een grenzeloos vertrouwen in de wereld om ons heen, maar eerder een streven naar een optimum. Iedereen kan een optimum bereiken in het privéleven, in het werk en in het politieke leven. Daarnaast kunnen ook organisaties, staten en de wereld als geheel richting het optimaal haalbare worden opgestuwd.

Er is geen blauwdruk te geven van het optimum. De geglobaliseerde wereld kan zich op meerdere manieren optimaliseren. Met de denktank Freedomlab ontwikkelde Gude optimale toekomstscenario's onder de titel Zeitgeist. Deze scenario's worden becommentarieerd door bekende filosofen als Francis Fukuyama, Peter Sloterdijk, Peter Singer en anderen.

## Bestuurder
Gude was sinds 1982 lid van het bestuur van de Algemene Nederlandse Vereniging voor Wijsbegeerte. Van 2004 tot 2010 was hij tevens lid van het presidium van het Nederlands Gesprek Centrum.

## Ziekte en Denker des Vaderlands
In november 2007 brak Gude zijn been. Drie maanden later volgde de diagnose botkanker. De statistische prognose was dat hij 10-15% kans had de volgende drie jaar te overleven. Hij werd geopereerd en kreeg vanaf april 2008 chemotherapie. Als filosoof lukte het hem om mentaal in evenwicht te blijven door nadenken, redeneren en gesprekken te voeren; filosofie als humeurmanagement. Toen de kanker in 2011 terugkeerde werd het zieke been geamputeerd. De journalist Wilma de Rek interviewde hem en bracht in mei 2013 het boek Stand-up filosoof uit, dat honderd vragen van De Rek bevat en evenzoveel filosofische antwoorden van Gude. Eveneens in mei 2013 werd Gude uitgeroepen tot Denker des Vaderlands als opvolger van Hans Achterhuis. Deze eretitel is een initiatief van Filosofie Magazine en Stichting Maand van de Filosofie, in samenwerking met dagblad Trouw. Doel van het initiatief is om de media te verrijken met een filosofisch zwaargewicht, die de hectiek van het nieuws in een groter verband kan plaatsen.
In 2014 werd bekend dat Gude stervende was. Schrijver en journalist Wim Brands sprak begin juli 2014 voor HUMAN met Gude over de dood en over de troost van de filosofie. De gesprekken werden uitgezonden op NPO Radio 5. Over het gesprek bracht Brands datzelfde jaar een boek uit, Sterven is doodeenvoudig. Iedereen kan het. Gude sprak ook over zijn naderende einde in september 2014 in De Wereld Draait Door. In 2015 werd hij als Denker des Vaderlands opgevolgd door Marli Huijer. Gudes laatste tweet deed hij tijdens de uitzending van De Wereld Draait Door van 13 maart 2015: "Zet 'm op Marli, spring ertussen. Dat gaat goed zo!" Diezelfde avond nog overleed hij.
Op 4 en 11 januari 2016 was Gude te zien in Coen Verbraaks Kijken in de ziel: Op de drempel.